# Thomas Phillips (ammiraglio)
Thomas Spencer Vaughan Phillips, detto Tom (Falmouth, 19 febbraio 1888 – Kuantan, 10 dicembre 1941), è stato un ammiraglio britannico.
Figlio di un colonnello dell'Esercito inglese, entrò nella Royal Navy nel 1903 come cadetto iniziando così una rapida ascesa nella scala gerarchica della marina britannica. 

Incaricato, durante la seconda guerra mondiale, di guidare la squadra navale inglese in Estremo Oriente, le sue navi vennero attaccate e affondate dagli aerei giapponesi il 10 dicembre 1941 e l'ammiraglio, a bordo della corazzata Prince of Wales, morì nel naufragio della sua nave.

## Incarico all'Ammiragliato
Dopo una brillante carriera nella marina britannica, sir "Tom" Phillips divenne nel giugno 1939, alla vigilia della seconda guerra mondiale, vice capo di stato maggiore della Royal Navy e quindi principale collaboratore dell'ammiraglio sir Dudley Pound, Primo Lord del Mare.
Altamente stimato per la sua efficienza, per l'affascinante personalità e per le doti di stratega, Phillips ebbe un ruolo importante nella direzione della guerra navale durante gli anni 1939-1941 e si guadagnò la stima e la fiducia del Primo Ministro Winston Churchill.

Accanto all'ammiraglio Pound, Primo Lord del Mare, coordinò le operazioni navali inglesi, collaborando alla direzione della battaglia dell'Atlantico, alla riuscita caccia alla Bismarck, all'organizzazione dei convogli dell'Artico. In questi incarichi mostrò abilità ed tenacia e acquisì un notevole prestigio negli ambienti della marina inglese.

## Missione a Oriente
Per le sue qualità e per la considerazione del Primo Ministro, l'ammiraglio Phillips ebbe quindi il comando, nel novembre 1941, della piccola squadra navale (la cosiddetta Forza Z) destinata a raggiungere Singapore, in funzione di deterrenza nei confronti di possibili aggressioni giapponesi.

Fiducioso nella superiorità inglese e probabilmente sottovalutando il nemico, Phillips decise quindi, appena giunto a Singapore e dopo l'inizio della guerra del Pacifico, di intervenire subito con le sue due navi da battaglia per impedire gli sbarchi giapponesi in Malesia.
La missione, intralciata dalla confusione degli ordini e delle notizie e dalle carenze delle forze aeree britanniche, sarebbe finita in tragedia: Phillips, indeciso e sopraffatto dagli avvenimenti e dall'imprevista potenza del nemico avrebbe trovato la morte il 10 dicembre 1941 nel tragico naufragio delle sue due navi affondate dai ripetuti e violenti attacchi delle forze aeree giapponesi.
L'ammiraglio Phillips, soprannominato "Tom Thumb" per la sua bassa statura, era certamente dotato di ingegno, preparazione e energia (secondo le migliori tradizioni della Royal Navy); ed aveva alta considerazione delle sue qualità (amava farsi paragonare a Nelson); nelle circostanze concrete del dicembre 1941, le sue valutazioni e la sua condotta (in parte forse influenzate dalle ottimistiche direttive di Churchill) si dimostrarono troppo spericolate e non conformi alla situazione reale e ai veri rapporti di forza aeronavali.